# 許儀後
許儀後または許儀俊（きょ ぎご、きょ ぎしゅん、生没年不詳）は、戦国・安土桃山時代・江戸時代の人物で、島津氏に仕えた医者である。許三官とも言う。島津義弘の医術の師であるともいわれる。

## 生涯
出身は『朝鮮王朝実録』などから中国福建省とされてきたが、『全浙兵制考』や『薩藩旧記雑録』から江西省吉安府の出身とする方が有力とされる。
中国明の人物であったが、隆慶5年（和暦：元亀2年（1571年））頃に倭寇に捕えられ捕虜として薩摩に連れてこられたところを島津義久に気に入られ、その侍医となりそのまま帰化した。義久と共に豊臣秀吉とも謁見している。
しかし、秀吉の起こした「文禄・慶長の役」の目的が明の征服と知ると、同じく薩摩に帰化していた郭国安（後の汾陽理心）と共に、明へ日本国内の事情などを記した密書を、同郷の海商である朱均旺に託し送っている（明からの使者が許と接触した際、秀吉を快く思わない義久と明が連合して秀吉を攻める提案をしたともされる）。但し、秀吉はそのことを知っており、義久と共に秀吉へ謁見した際に、秀吉は巨大な鍋を鋳造させ許を煮殺そうとした。しかし、徳川家康が秀吉を宥めたことで命拾いし、許はそのときの返礼として、家康が病になった際に薬を調剤して恩を返している。
文禄2年（1593年）に許孚遠により派された史世用が、商人に扮して内之浦へ来航、舟を提供した許豫と共に許儀後との接触を図らんとした。これを怪しんだ伊集院忠棟と正興寺住職の玄龍の二人は、許儀後を通訳にこれを取り調べている。史世用と許豫は来航の目的を頑なに通商の為であるとし、後に解放されると、許儀後はそれより間も無くの10月に義久の命により、島津勢の疫病治療のために朝鮮へ渡海している。
没年は不明であるが、慶長18年（1613年）の時点で410石を領しているとの記録がある。